# Joseph Morvan
Joseph Morvan (Moustoir-Ac, 3 dicembre 1924 – Colpo, 26 luglio 1999) è stato un ciclista su strada francese, professionista dal 1949 al 1962, vincitore di una tappa al Tour de France.

## Carriera
Vinse le semiclassiche francesi Parigi-Bourges (1956) e il Circuit de l'Aulne (1962), nonché la corsa a tappe Tour de l'Ouest (1959). È anche il corridore di maggior successo nella Manche-Océan con sei vittorie in sei partecipazioni.

## Palmarès

### Strada
- 1954

3ª tappa Tour de l'Ouest
- 1955

Tour del Calvados
- 1956

Parigi Borges
- 1961

Boucle de L'Aulne

## Piazzamenti

### Grandi Giri
- Tour de France

1951: 49°
1953: 62°
1954: ritirato
1956: 63°
1957: ritirato
1958: 35°